# 804 Hispania
804 Hispania este un asteroid din centura principală, descoperit pe 20 martie 1915, de Josep Comas Solá.